# Álvaro Tejero
Álvaro Tejero Sacristán (Madrid, 20 luglio 1996) è un calciatore spagnolo, difensore dell'Arīs Salonicco.

## Caratteristiche tecniche
È un terzino destro.

## Carriera
Cresciuto nel settore giovanile del Real Madrid, ha esordito in prima squadra il 2 dicembre 2015 disputando l'incontro di Coppa del Re perso 3-0 contro il Cadice. Parallelamente ha giocato stabilmente da titolare (102 presenze e 2 reti totali) per tre stagioni consecutive nella terza divisione spagnola con la formazione riserve del club madrileno; tra il 2016 ed il 2018 ha inoltre giocato ulteriori 3 partite nella coppa nazionale spagnola ed una partita nella prima divisione spagnola. Successivamente ha trascorso la stagione 2018-2019 in prestito all'Albacete, con cui ha segnato un gol in 40 presenze in seconda divisione, per poi trasferirsi all'Eibar, in prima divisione.

## Statistiche
Statistiche aggiornate al 15 settembre 2019.

### Presenze e reti nei club
| Stagione                    | Squadra                     | Campionato                  | Campionato | Campionato | Coppe nazionali | Coppe nazionali | Coppe nazionali | Coppe continentali | Coppe continentali | Coppe continentali | Altre coppe | Altre coppe | Altre coppe | Totale | Totale | Totale |
| Stagione                    | Squadra                     | Comp                        | Pres       | Reti       | Comp            | Pres            | Reti            | Comp               | Pres               | Reti               | Comp        | Pres        | Reti        | Pres   | Reti   |        |
| --------------------------- | --------------------------- | --------------------------- | ---------- | ---------- | --------------- | --------------- | --------------- | ------------------ | ------------------ | ------------------ | ----------- | ----------- | ----------- | ------ | ------ | ------ |
| 2015-2016                   | Real M. Castilla            | SDB                         | 41         | 1          |                 | -               | -               |                    | -                  | -                  |             | -           | -           | 41     | 1      |        |
| 2016-2017                   | Real M. Castilla            | SDB                         | 30         | 1          |                 | -               | -               |                    | -                  | -                  |             | -           | -           | 30     | 1      |        |
| 2017-2018                   | Real M. Castilla            | SDB                         | 31         | 0          |                 | -               | -               |                    | -                  | -                  |             | -           | -           | 31     | 0      |        |
| Totale Real Madrid Castilla | Totale Real Madrid Castilla | Totale Real Madrid Castilla | 102        | 2          |                 | -               | -               |                    | -                  | -                  |             | -           | -           | 102    | 2      |        |
| 2015-2016                   | Real Madrid                 | PD                          | 0          | 0          | CR              | 1               | 0               | UCL                | 0                  | 0                  |             | -           | -           | 1      | 0      |        |
| 2016-2017                   | Real Madrid                 | PD                          | 1          | 0          | CR              | 1               | 0               | UCL                | 0                  | 0                  |             | -           | -           | 2      | 0      |        |
| 2017-2018                   | Real Madrid                 | PD                          | 0          | 0          | CR              | 2               | 0               | UCL                | 0                  | 0                  |             | -           | -           | 2      | 0      |        |
| Totale Real Madrid          | Totale Real Madrid          | Totale Real Madrid          | 1          | 0          |                 | 4               | 0               |                    | 0                  | 0                  |             | -           | -           | 5      | 0      |        |
| 2018-2019                   | Albacete                    | SD                          | 40         | 1          | CR              | 1               | 0               |                    | -                  | -                  |             | -           | -           | 41     | 1      |        |
| 2019-2020                   | Eibar                       | PD                          | 4          | 0          | CR              | 0               | 0               |                    | -                  | -                  |             | -           | -           | 4      | 0      |        |
| Totale carriera             | Totale carriera             | Totale carriera             | 147        | 3          |                 | 5               | 0               |                    | 0                  | 0                  |             | -           | -           | 152    | 3      |        |

## Palmarès

### Club
- Campionato spagnolo: 1

Real Madrid: 2016-2017